# Dzsászk megye
Dzsászk megye (perzsa nyelven: شَهرِستانِ جاسک) Irán Hormozgán tartományának délkeleti elhelyezkedésű megyéje az ország déli részén. Keleten Szisztán és Beludzsisztán tartomány (Konárak megye, illetve északkeleten Niksahr megye) határolja, délen az Ománi-öböl, északnyugatról Szirik megye, északról Baságard megye. A megye lakossága 2006-ban 44 534 fő volt. A megye két kerületre osztható: Központi kerület és Lirdaf kerület. A megyében egy város található: a 11 000 fős megyeszékhely, Dzsászk.
2006-ig a megyéhez tartozott Baságard megye is. Ekkor együttes népessége 75 769 fő volt.

## Népesség
| 2016 | 58 884 |

## Fordítás
- Ez a szócikk részben vagy egészben  a   Jask County című angol Wikipédia-szócikk ezen változatának fordításán alapul.  Az eredeti cikk szerkesztőit annak laptörténete sorolja fel. Ez a jelzés csupán a megfogalmazás eredetét és a szerzői jogokat jelzi, nem szolgál a cikkben szereplő információk forrásmegjelöléseként.